# Krvavi meridijan
Krvavi meridijan ili Večernja rumen na zapadu (eng. Blood Meridian or the Evening Redness in the West) je epski vestern( ili anti-vestern) roman Cormaca McCarthyja objavljen 1985. godine. Roman je utemeljen na stvarnim događajima iz 19. stoljeća, i prati grupu lovaca na skalpove predvođenu Sucem Holdenom tijekom njihovih masakra Indijanaca i ostalih ljudi na području granice Meksika i SAD-a. Dok u početku to rade zbog nagrada od tjeralica, kako se radnja razvija motiv njihove okrutnosti sve je teže razumjeti.
Iako su prve recenzije bile osrednje, Krvavi meridijan se danas smatra McCarthyjevim remek-djelom. Časopis Time ga je stavio na popis najboljih romana na engleskom jeziku iz razdoblja 1923. – 2005.